# Base aérea de Manston
A Base aérea de Manston foi uma base da Real Força Aérea (RAF) a nordeste de Kent. Esteve activa entre 1916 e 1996. O local foi dividido entre um aeroporto, o Aeroporto Internacional de Kent, e um pequeno complexo militar usado pelo Centro de Desenvolvimento e Defesa de Combate contra o Fogo, a partir de instalações de treino a combate a vários tipos de incêndios que no passado eram usados pelos bombeiros da RAF.